# Gorleston-on-Sea
Gorleston-on-Sea, également connu comme Gorleston, se situe au sud de Great Yarmouth dans le comté de Norfolk, en Angleterre. Située à l'embouchure de la rivière Yare, elle était une ville portuaire à l'époque du Domesday Book.
Puis le port est devenu un centre de pêche pour le hareng et les marais salants locaux ont été utilisés pour l'industrie du poisson. À l'époque édouardienne, l'industrie de la pêche a rapidement diminué et le rôle de la ville a changé pour celui d'une simple station balnéaire.

## Les phares
|                |
| Le vieux phare |

|                  |
| Le phare du port |

## Célébrités
- William Fleming (GC) (en);
- Myleene Klass, mannequin et animatrice de télévision;
- Hannah Spearritt, chanteuse et actrice;
- Jessica-Jane Applegate, nageuse handisport;
- Peter Simpson, footballeur.